# Astroceras elegans
Astroceras elegans är en ormstjärneart som först beskrevs av Bell 1917.  Astroceras elegans ingår i släktet Astroceras och familjen Euryalidae. Inga underarter finns listade i Catalogue of Life.